# Blue Range
Blue Range är ett berg i Kanada.   Det ligger i provinsen Alberta, i den centrala delen av landet, 3 000 km väster om huvudstaden Ottawa. Toppen på Blue Range är 2 905 meter över havet, eller 570 meter över den omgivande terrängen. Bredden vid basen är 5,2 km.
Terrängen runt Blue Range är bergig västerut, men österut är den kuperad.Trakten runt Blue Range är nära nog obefolkad, med mindre än två invånare per kvadratkilometer.. Det finns inga samhällen i närheten. 
Trakten runt Blue Range består i huvudsak av gräsmarker.